# Helmut Klüter
Helmut Klüter (* 31. Dezember 1950 in Rahden) ist ein deutscher Geograph. In seiner 1986 erschienenen Dissertation Raum als Element sozialer Kommunikation lieferte er einen Beitrag zur Adaption der Luhmannschen Systemtheorie für die Sozialgeographie.

## Leben
Nach der Promotion zum Dr. rer. nat. in Münster 1985 und Habilitation in Gießen 1990 wurde er Professor für Regionale Geographie in Greifswald 1994.

## Schriften (Auswahl)
- Raum als Element sozialer Kommunikation. Gießen 1986, OCLC 722282805.
- Die territorialen Produktionskomplexe in Sibirien. Ein Beitrag zur Perestrojka der regionalen Investitionspolitik in der Sowjetunion. Hamburg 1991, ISBN 3-87895-424-7.
- Zur Strukturentwicklung in den Planungsregionen Mecklenburg-Vorpommerns. Greifswald 1999, ISBN 3-86006-132-1.
- Die Landwirtschaft Mecklenburg-Vorpommerns im Vergleich mit anderen Bundesländern. Greifswald 2016, ISBN 978-3-86006-451-1.